# オウェリ
オウェリ(イボ語：Owèrrè)はナイジェリア南東部のイモ州の州都。
イボランドの中心地。

- オウェリ郡（英語版）
- 北オウェリ（英語版）
- 西オウェリ（英語版）

の3自治体から成る。
2006年の人口は約75.2万人。
面積は約100km2。
東のオタミリ川と南のンウォリエ川に挟まれる。

ビアフラ戦争を偲ぶ像が建てられたが、殆どの物品がアビア州のウムアヒアで展示されている。

## 歴史
1884年、ニジェール海岸保護領が建国した。
1900年、南部ナイジェリア保護領が建国した。
1914年、英領ナイジェリア植民地が建国した。
1960年、ナイジェリアがイギリスから独立した。
東部州に編入された。
1967年、東部中央州に編入された。
ビアフラ共和国が建国した。
1969年、エヌグ、アバ、ウムアヒアが政府軍に奪還された為、ビアフラ共和国の4番目且つ最後の首都になった。
1970年、ビアフラ共和国が滅亡した。
1976年、イモ州に編入され、州都になった。
2013年12月4日、新生児の売買を目的に妊娠させられた少女16人が警察に救出された。

2016年7月1日、モルモン教の伝道部が新設された。

## 交通

### 空港
- サム・ムバクウェ空港：中心部の南東23kmに位置する。
  - 就航先
    - アブジャ
    - ラゴス
    - ポートハーコート
    - エヌグ

### 都市間道路
- ポートハーコート道
- アバ道
- オニチャ道
- オキグウェ（英語版）道

### 都市内道路
- ダグラス道
- ウェアスラル道
- テトロウ道
- ワークス道

## 商業
- エケ・ウクウ・クウェレ市場

熱帯雨林に囲まれ、ヤムやキャッサバ、タロイモ、玉蜀黍、ゴム、椰子製品等が生産される。
原油と天然ガスが豊富である。

## 教育
- イモ州立大学（英語版）
- オウェリ連邦技術大学（英語版）
- ネケデ連邦工芸大学（英語版）
- オウェリ連邦政府女子大学（英語版）

## 宗教
キリスト教(カトリック・聖公会)が中心。

## 著名人
- ヌワンコ・カヌ(Nwankwo Kanu)(1976年～)：サッカーナイジェリア代表